# NGC 116
NGC 116 es una galaxia lenticular (que puede ser un objeto posiblemente perdido o "no existente") localizada en la constelación de Cetus. Este objeto está en debate y se ha considerado posiblemente como PGC 1671 quien está a 355 millones de años luz de distancia. Fue descubierta en 1865 por Gaspare Ferrari y descrita por John Dreyer como muy débil.

## Posible inexistencia
Su posición precede a AR 00h 27m 06,5s, Dec -07h 56m 40s, pero no hay nada cerca de esa lugar. El más brillante, PGC 1671, aproximadamente un cuarto de grado al norte de la posición de Ferrari, generalmente aparece como NGC 116, aunque con una incertidumbre considerable, y está cubierto en esta entrada; mientras que el siguiente más brillante, PGC 1677, aproximadamente la mitad de ese poco más al oeste del norte, generalmente no aparece como NGC 116, pero se muestra como un posible candidato en la siguiente entrada; y uno similarmente brillante, PGC 169989, a unos 6 minutos del arco al oeste de la posición de Ferrari, se discute en la entrada final de los tres. Hay argumentos razonables que podrían presentarse para cualquiera de los tres, pero si alguno de ellos es lo que Ferrari observó, no se puede saber con certeza, por lo que "quizás = NGC 116" es lo más que realmente se puede decir sobre cualquiera de ellos.